# ウラジ

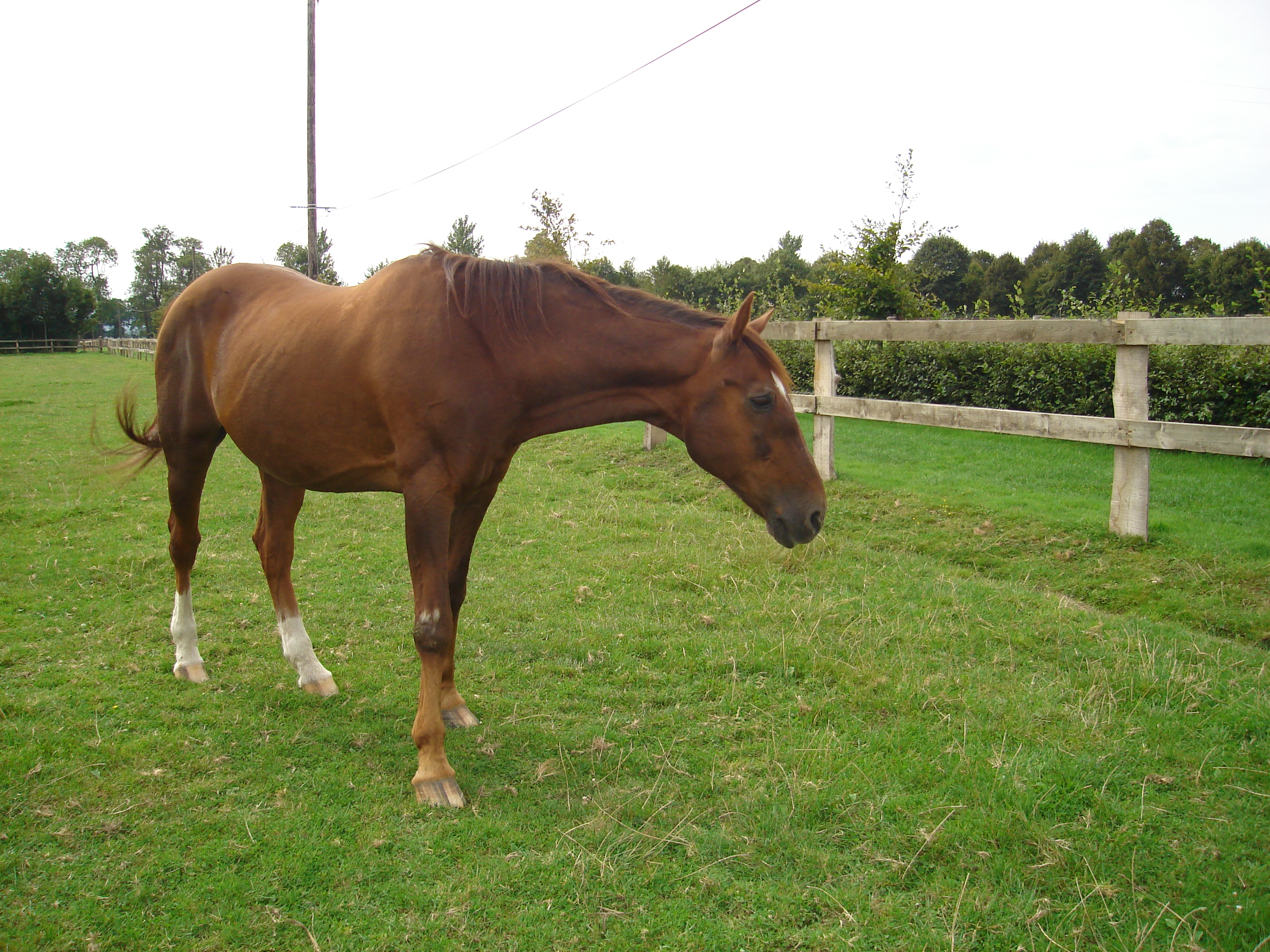
隠居生活を送るウラジ（2006年9月、26歳）

ウラジ（Ourasi、1980年4月7日 - 2013年1月12日）とは、1983年から1990年にかけて活躍したフランスの繋駕速歩用競走馬である。愛称は「Le Roi Fainéant」。フランスの歴史的名馬（フランスでは平地よりも速歩の方が人気が高い）で、フランス、ドイツ、ノルウェー、アメリカ合衆国などで走り、全58勝。アメリカ賞を1986年から1988年にかけて3連覇し、1990年にも勝った。主戦馭手（騎手）はJean-René Gougeon。
フランスでは最も知名度が高く人気のある馬の一頭とされる。2007年までフランスの平地競馬を引っ張ったルイ・ロマネは、パリターフ紙のインタビューに対し「人気ある名馬のシンボル。5年間王座に君臨し、アメリカ賞を4回勝った。ウラジは速歩競馬に物凄いパワーを与えた。私の考えでは、この時期が速歩競馬の絶頂期だったと思う。」（2003年1月15日付パリターフ紙、海外競馬速報JAIRより引用）と、同馬を評価している。
血統構成はスタンダードブレッドにフランス・トロッターが混じっている。父方を遡ればハンブルトニアン10へと遡る事ができるが、母の父リメンバーはマッチェムの系統に属している。
- 体高：165 cm
- 持ちタイム：1分11秒5/km（トロット1マイルにおいて）
- ドライバー：Jean-René Gougeon（兼調教師）／Michel-Marcel Gougeon

## 戦績
ドイツ
- Elite-Rennen 1986年

 スウェーデン
- Grand-Prix d'Aby 1988

 ノルウェー
- fr:Oslo Grand Prix 1989年

 フランス
- アメリカ賞（1986,87,88,90年）、3着（1989年）
- fr:Prix de France（1986,87,88年）
- fr:Grand critérium de vitesse de la Côte d'Azur（1986,87,88,89年）
- fr:Prix de Paris（1989年）
- fr:Prix de l'Étoile（1985年）
- fr:Grand Prix du Sud-Ouest（1987年）
- fr:Prix de Bourgogne（1987,88,89年）
- fr:Prix de Belgique（1986,87,88,89年）
- fr:Prix de Bretagne（1986年）、2着 （1985年）
- fr:Prix de Croix（1985年）
- Prix d'Europe（1985,86,88年）
- fr:Prix Roederer（1985年）
- fr:Critérium des 5 ans（1985年）
- fr:Critérium des Jeunes（1983年）

 アメリカ合衆国
- March of Dimes au Garden State Park : 2着、（1988年）

米二冠トロッター・マックロベルは破るが、シュガーケーンハノーヴァーにかわされる。

## 血統表
| ウラジの血統 | ウラジの血統        | ウラジの血統 | （血統表の出典） | （血統表の出典） |
| 父 Greyhound | 父の父Ura           | Carioca II   | Mousko Williams  | Mousko Williams  |
| 父 Greyhound | 父の父Ura           | Carioca II   | Quovaria         |                  |
| 父 Greyhound | 父の父Ura           | Gélinotte    | Kairos           | Kairos           |
| 父 Greyhound | 父の父Ura           | Gélinotte    | Rhyticere        |                  |
| 父 Greyhound | 父の母Strada        | Jamin        | Abner            | Abner            |
| 父 Greyhound | 父の母Strada        | Jamin        | Dladys           |                  |
| 父 Greyhound | 父の母Strada        | Etchida      | Hernani III      | Hernani III      |
| 父 Greyhound | 父の母Strada        | Etchida      | Trita            |                  |
| 母 Fleurasie | 母の父Remembrer     | Atus II      | Hernani III      | Hernani III      |
| 母 Fleurasie | 母の父Remembrer     | Atus II      | Juignettes       |                  |
| 母 Fleurasie | 母の父Remembrer     | Bredouille   | Quiroga II       | Quiroga II       |
| 母 Fleurasie | 母の父Remembrer     | Bredouille   | Stele            |                  |
| 母 Fleurasie | 母の母Tania du mont | L'X          | Carioca II       | Carioca II       |
| 母 Fleurasie | 母の母Tania du mont | L'X          | Uvette           |                  |
| 母 Fleurasie | 母の母Tania du mont | Moniqua II   | Euripide         | Euripide         |
| 母 Fleurasie | 母の母Tania du mont | Moniqua II   | Igra             |                  |